# Tomioka
Tomioka (jap. 富岡市 Tomioka-shi) – miasto w Japonii, na wyspie Honsiu (Honshū), w południowo-zachodniej części prefektury Gunma, ok. 100 km na północ od Tokio. Ma powierzchnię 122,85 km². W 2020 r. mieszkało w nim 47 470 osób, w 18 499 gospodarstwach domowych  (w 2010 r. 52 080 osób, w 18 279 gospodarstwach domowych).
W mieście znajduje się jeden z obiektów Listy Światowego Dziedzictwa UNESCO, wpisany na nią w roku 2004 pod nazwą Młyn jedwabny w Tomioce i obiekty towarzyszące. Fabryka została zbudowana jako centrum innowacji w produkcji surowego jedwabiu, początkując erę nowoczesności i rewolucji przemysłowej w Japonii – w ramach restauracji Meiji – oraz czyniąc ją wiodącym eksporterem w tej dziedzinie. Fabryka została zamknięta w 1987, a w 2005 roku otrzymała status zabytku.
Miasta nie należy mylić z innym o tej samej nazwie, Tomioka (富岡町 Tomioka-machi), w prefekturze Fukushima, w którym po trzęsieniu ziemi w 2011 roku doszło do incydentu stopnia 3. w elektrowni atomowej.

## Galeria

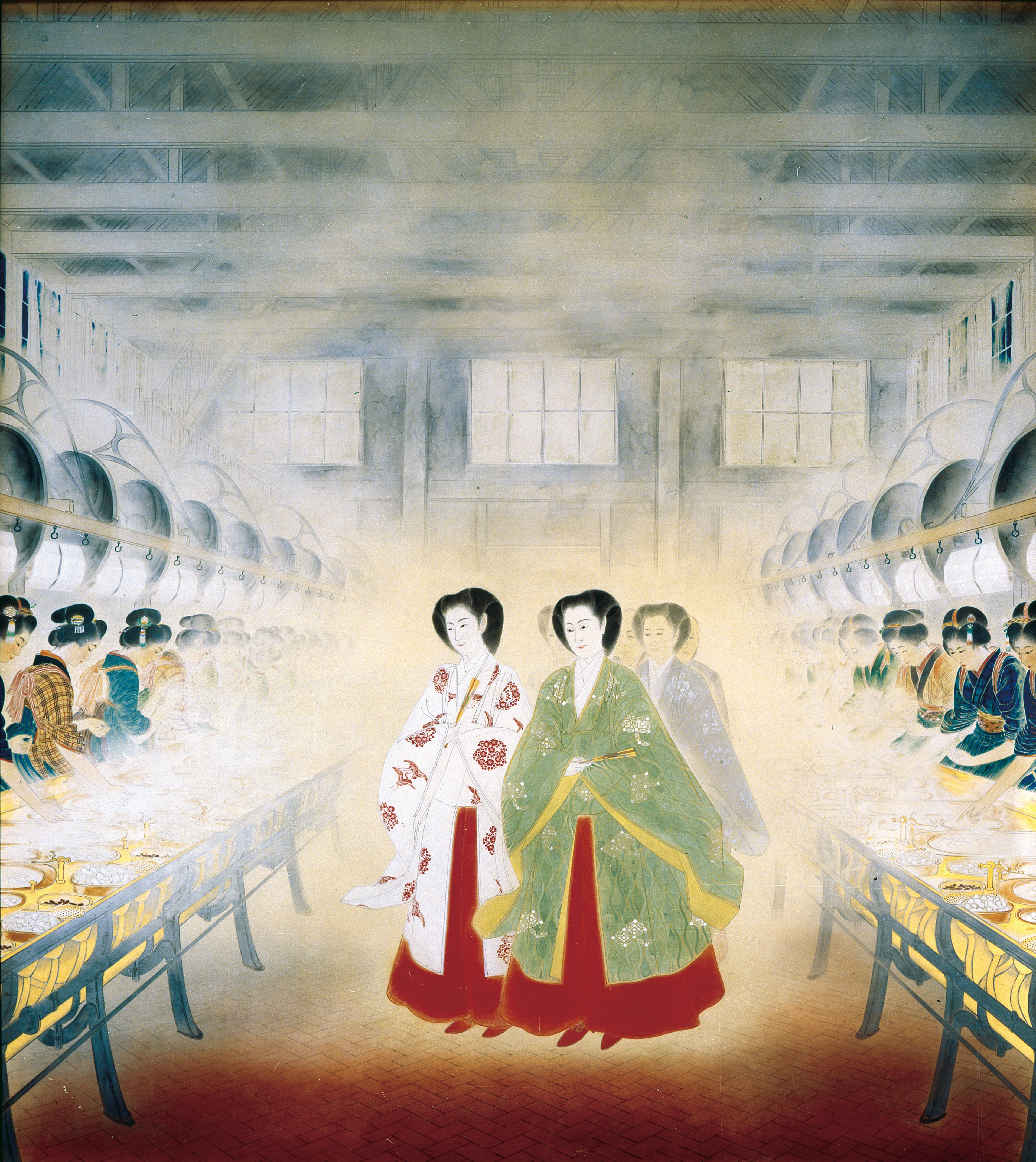
Kampō Arai (1878–1945), Cesarzowa zwiedza fabrykę jedwabiu Tomioka
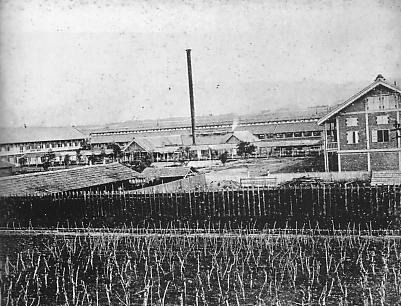
Panorama zakładów w okresie Meiji
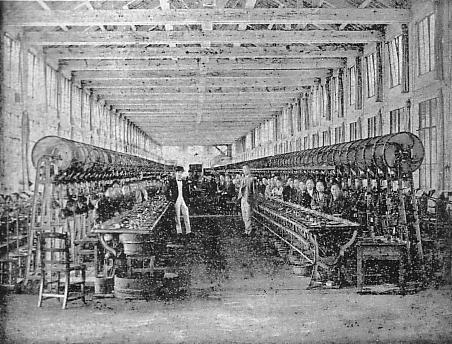
Fabryka wewnątrz
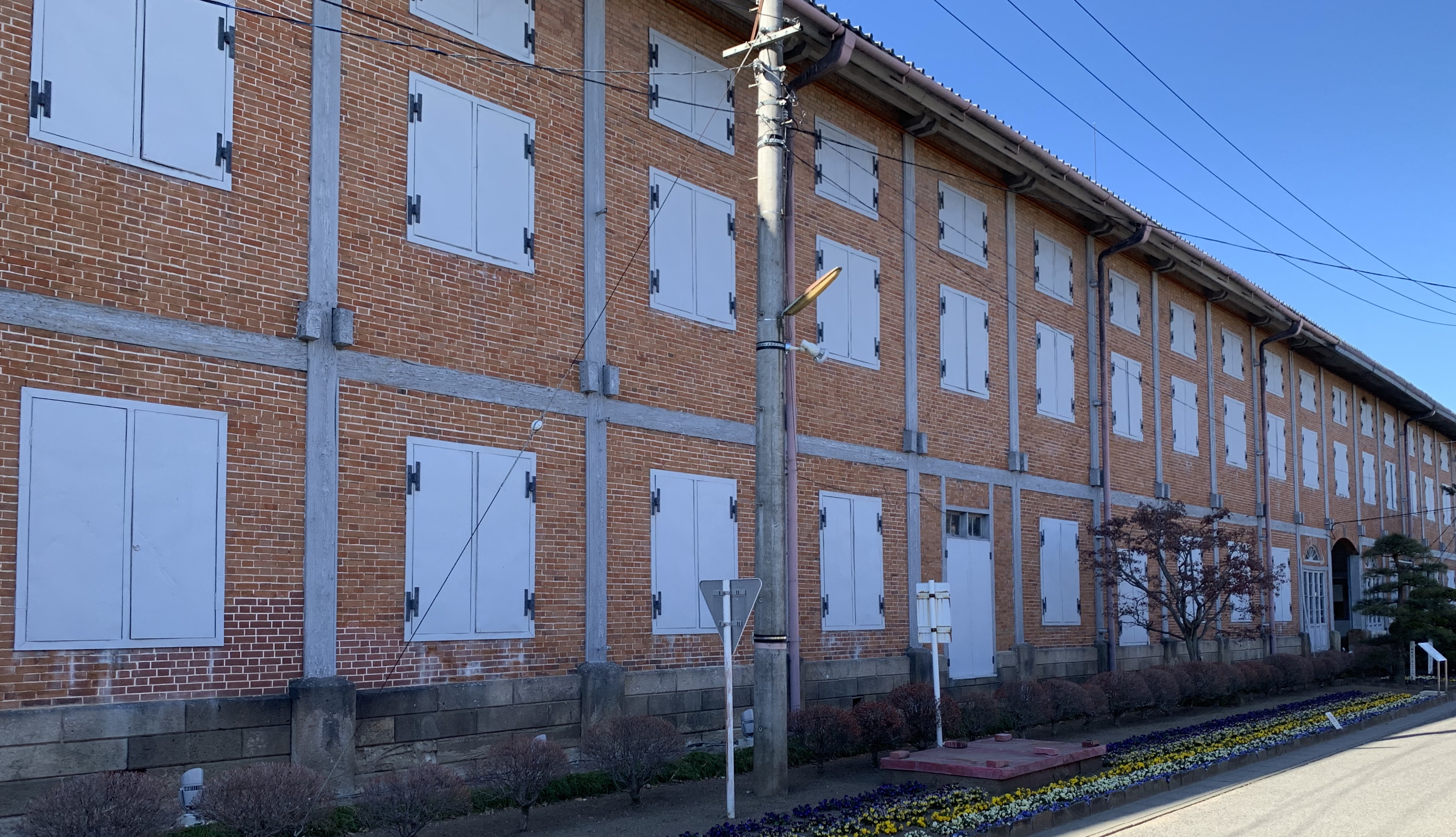
Zakłady Jedwabnicze Tomioka (obecnie)